# Landek (Słowenia)
Landek – wieś w Słowenii, w gminie Vojnik. W 2018 roku liczyła 52 mieszkańców.